# Ötzi
Ötzi (prononcé en allemand : /ˈœtsi/ ) est un homme préhistorique momifié naturellement (congelé et déshydraté) découvert fortuitement le 19 septembre 1991 à 3 210 mètres d'altitude, dans le val de Senales en Italie, à 92 mètres de la frontière de l'Autriche. La momie se trouvait dans le glacier du Hauslabjoch, près de la chaîne de Similaun (d'où ses surnoms homme de Hauslabjoch et homme de Similaun) dans les Alpes de l'Ötztal (d'où le surnom d'Ötzi), non loin des Dolomites italiennes. Il était enseveli sous une couche de glace et son existence a été révélée par la fonte importante du glacier cet été-là. Il date du Néolithique final (vers 3200 av. J.-C.). Dans les médias français, il a parfois été appelé Hibernatus, par référence au film du même nom.
Il s'agit d'une des momies les plus célèbres au monde en raison de l'apport majeur à notre connaissance des sociétés néolithiques permis par son état de conservation ainsi que de l'histoire de sa mort (homicide), objet d'une vaste enquête. Ötzi est de ce fait largement utilisé dans des documentaires dont il est soit le thème principal, soit une référence importante. Il est également présent dans diverses œuvres littéraires, représentations artistiques (dont sa posture) et est devenu, au fil des années une référence culturelle commune. La momie repose aujourd'hui dans une chambre froide à environnement contrôlé au musée archéologique du Haut-Adige à Bolzano, en Italie. Une zone vitrée permet au public de l'observer. Plusieurs répliques en résine sont également exposées dans différents musées du monde.

## Découverte

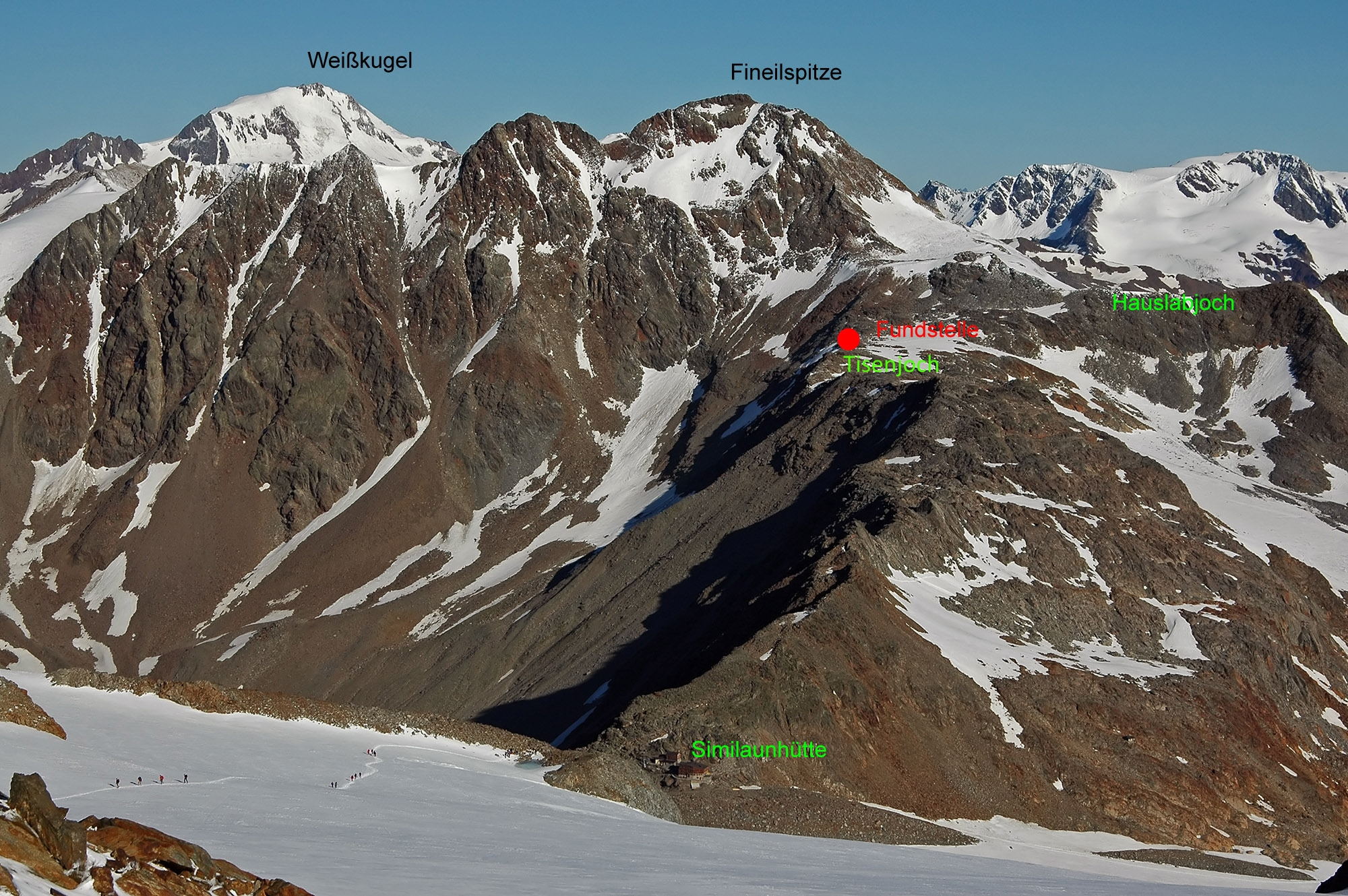
Le indique le lieu de sa découverte, près du refuge du Hauslabjoch.

Le corps gisant sous un glacier dans les Alpes de l'Ötztal est mis au jour par un vent de sable du type foehn qui a fait fondre le glacier. Il est découvert fortuitement le 19 septembre 1991 par un couple de randonneurs venus de Nuremberg, Helmut et Erika Simon, qui alertent la gendarmerie autrichienne et les carabinieri italiens, pensant qu'il s'agit d'un alpiniste victime d'un accident et mort de froid. 
La momie et les objets qui l'accompagnaient ont subi les jours suivants plusieurs dommages du fait de curieux avant que des scientifiques n'interviennent : vêtements déchirés, récipient cylindrique brisé, « bâton » (en réalité l'arc d'Ötzi) fiché dans la glace et cassé, etc. Le lendemain, le gardien du refuge le plus proche Markus Pirpamer et un gendarme tentent de dégager le corps de sa gangue de glace, notamment à l'aide d'un marteau piqueur à compression, ce qui endommage la momie au niveau du fessier et d'une cuisse, l'humérus étant rompu. 
Un peu plus tard dans la journée, plusieurs alpinistes du refuge, dont le célèbre Reinhold Messner se rendent sur le site. Ce dernier remarque des vestiges archéologiques autour de la momie et, pensant que la momie est celle d'un Tyrolien âgé de 500 ans, alerte la presse. Devant les caméras de télévision, le corps est dégagé des glaces le 23 septembre et est héliporté par les secours en montagne à l'institut de médecine légale d'Innsbruck. Pensant à un crime, le procureur local porte plainte contre X, le corps présentant des traces bleuâtres et le crâne une blessure,.[source insuffisante]
Le corps a été découvert couché sur le ventre. On pensait qu'il avait chuté en avant mais la face gauche déformée suggère plutôt qu'il était couché sur le côté gauche et qu'une fois enseveli sous la neige, l’écoulement du glacier a retourné son corps.
Les premières observations soulignent que son épiderme s'est transformé en adipocire avant d'être momifié. Les vestiges archéologiques associés au corps retiennent l'attention des archéologues. Devant l'intérêt du corps, les autorités italiennes le réclament, puisqu'il a été découvert sur leur territoire. Une équipe internationale dirigée par Rainer Henn, le responsable de la mission scientifique autrichienne, réalise une étude publiée en 1996 avant de le remettre aux Italiens.

## Caractéristiques
La momie congelée est celle d'un homme d'environ 45 ans, mesurant 1,58 à 1,65 mètre, et pesant autour de 61 kilogrammes, brachycéphale, glabre excepté pour la barbe. Il a toutes ses dents et porte des incisives très écartées, type « dents du bonheur ». Il présente les traits d’un chasseur‐cueilleur, les jambes musclées, mais le haut du corps pas particulièrement développé, l’intérieur des mains pas très calleux, contrairement aux cultivateurs.

### Datation
Une première datation par le carbone 14 indiquait que l'individu avait vécu durant une période comprise entre 3350 et 3100 av. J.-C.
Les artistes hollandais Adrie et Alfons Kennis ont utilisé des scanners 3D de l'« homme des glaces » et d'autres indications anatomiques pour créer un modèle grandeur nature.
Il s'agissait de la plus ancienne momie naturelle connue, jusqu'aux datations des momies retrouvées à la Cueva de la Momia (es) / Quebrada de Chulin (Mexique), « Chulina » et « Rosalia », une momie datant de 5 340 ± 70 ans AP (3390 av. J.-C. ± 70 ans), ou de la momie de Fallon découverte en 1940 dans la grotte de l'Esprit (Nevada, États-Unis), désormais datée de 9 415 ans (plus ou moins 25 ans).

### Équipement et habillement

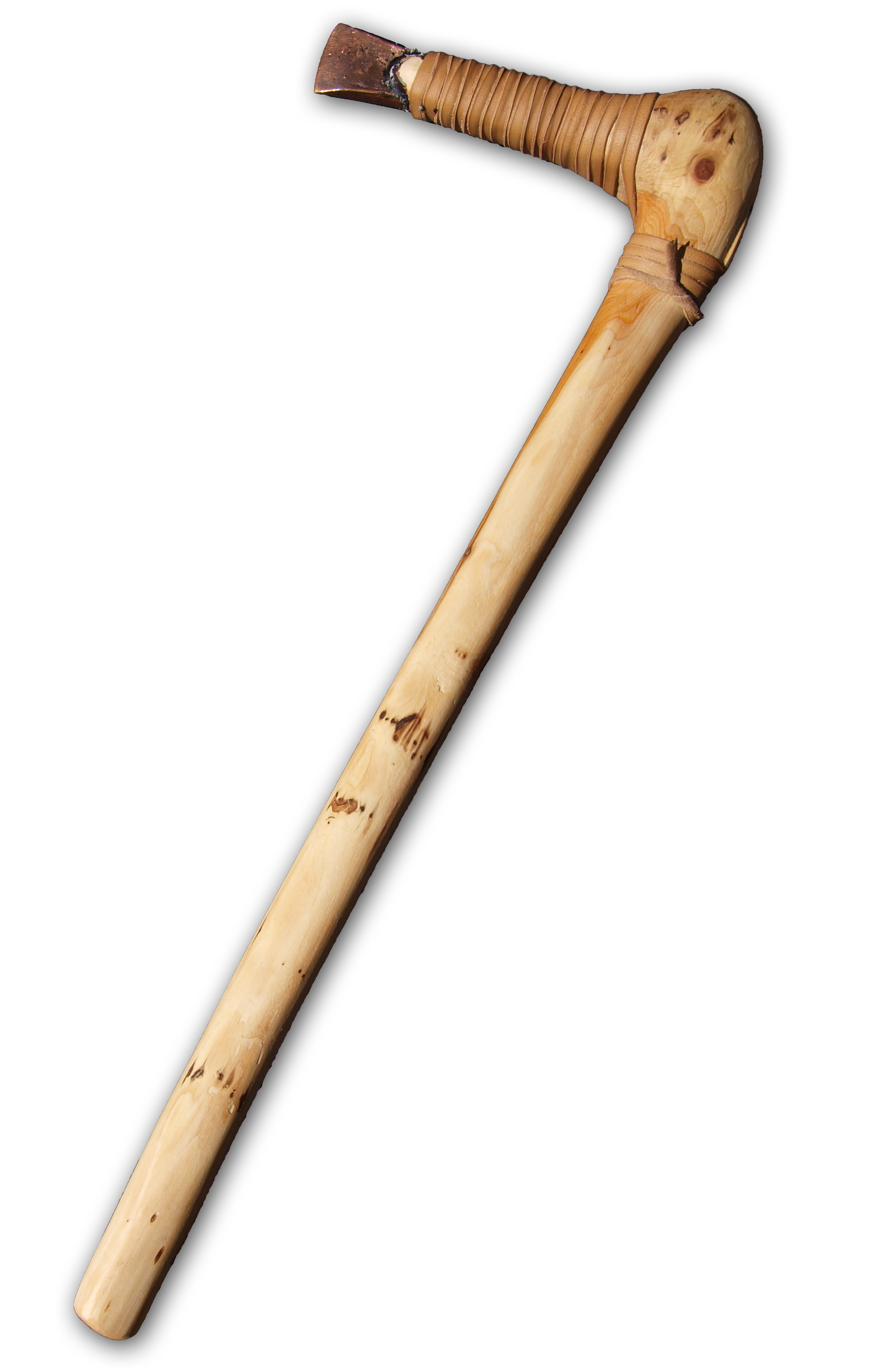
Reconstitution de la hache en cuivre d'Ötzi.

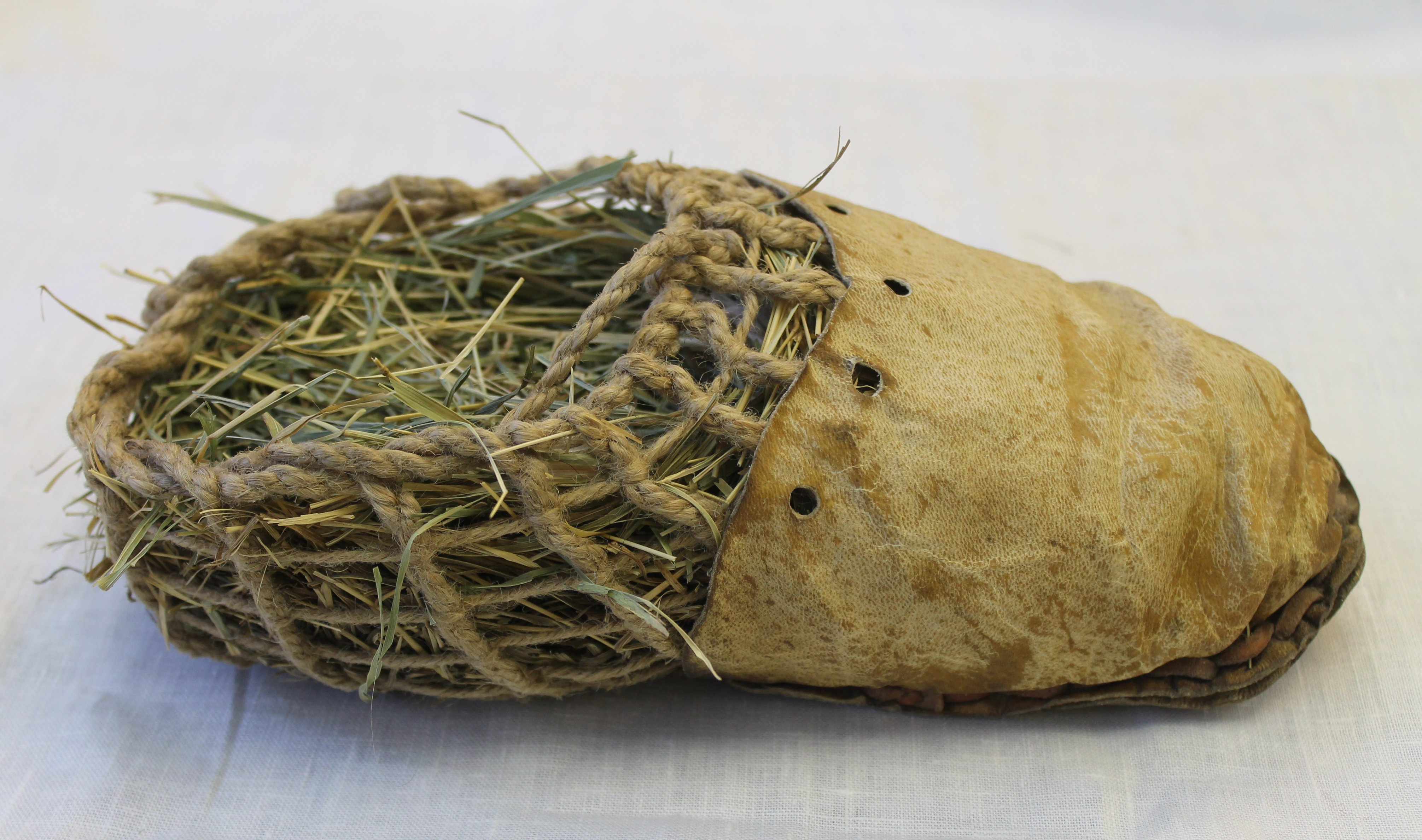
Reconstitution d'une chaussure en cuir d'Ötzi.

Dans la poche de la ceinture d'Ötzi et à ses côtés se trouvaient un arc en if en fibre d'écorce torsadée de 182 cm, inachevé, 14 flèches dans leur carquois (12 en cours de fabrication ou à réparer, dépourvues de pointes en silex et de plumes), une hache à lame de cuivre pur poli (tenue par un lacet de cuir et « collée » au manche en bois d'if avec du brai de bouleau), une dague à lame de silex emmanchée sur un manche de frêne, dans un fourreau en tissu d'ortie et quelques champignons (dont des polypores du bouleau enfilés sur une lanière de cuir, probablement à usage médicinal en traitement contre la trichinose, et de l'amadou, probable allume-feu),. 
Le corps était encore enveloppé dans une partie de ses vêtements formant trois couches successives : un pagne en peau de chèvre maintenu par une ceinture en peau de veau, une grande veste en cuir qu'on a d'abord supposé être de chamois et de bouquetin, des jambières attachées à la ceinture par des jarretelles, une cape en fibres végétales tressées, un bonnet de fourrure en peau d'ours. Il avait également une hotte munie d'une armature formée d'une longue tige de noisetier, deux récipients cylindriques en écorce de bouleau (l'un contenant des feuilles d'érable qui semblent avoir été le réceptacle de charbon de bois servant de braises pour allumer plus facilement un feu), un petit sac comprenant un nécessaire à feu (amadou, silex, fragments de pyrite…) et un petit sac de cuir contenant de petits outils de silex (grattoir, perçoir, lame pointue), notamment un retoucheur (ou retouchoir) servant à retravailler les outils en silex. Deux de ses flèches, son poignard et sa cape portent des traces de sang appartenant à quatre individus différents. Ötzi portait des chaussures en peau (semelle en cuir d'ours, enveloppe en peau de cerf) et paille (foin séché maintenue servant d'isolant), et en fibres d'écorce.
En 2008, une étude réalisée par des biochimistes de l'université de Sarrebruck a permis d'en savoir plus sur ses vêtements,. Quatre échantillons de cuir recouvrant ses mocassins, ses bas et son manteau ont été analysés par une méthode basée sur la spectrométrie de masse par MALDI-TOF, initialement conçue pour identifier les plumes et le duvet lors des contrôles de qualité dans l'industrie de la literie. Il en ressort que le cuir des chaussures est constitué de peau de bovin tandis que les trois autres échantillons proviennent de moutons. L'origine de ses vêtements et la localisation de son corps à proximité d'une route utilisée encore de nos jours pour la transhumance permet d'émettre une hypothèse à ce jour invérifiable, d'une activité de berger déjà conditionnée par la nécessité de déplacements saisonniers entre les vallées et des zones d'altitude.
Le séquençage de l'ADN mitochondrial trouvé dans les restes de vêtements a ensuite apporté des informations plus précises : ce sont cinq espèces différentes qui ont fourni les peaux utilisées par Ötzi : les jambières étaient en cuir de chèvre, le pagne en peau de mouton, les lacets en cuir de bovin, le chapeau en fourrure d'ours et le carquois était bien en peau de cerf. Il portait un lourd manteau constitué de peaux de chèvre et de brebis cousues ensemble (et non de chamois et de bouquetin comme on l'avait d'abord cru), ce qui suggère un groupe humain d'agriculteurs/éleveurs, mais pratiquant également la chasse.
L'étude tracéologique du silex suggère qu'Ötzi était droitier.
Une exposition au Château-musée de Bélesta (Pyrénées-Orientales) montre cette reconstitution complète d'Ötzi : bonnet en peau d'ours brun, manteau de fourrure et pantalon en peau de chèvre, couche de foin dans des languettes de peau protégeant des mocassins en cuir de cerf avec des semelles en cuir d'ours, ceinture en peau de veau, amulette, hache en cuivre, arc et son carquois.

### Alimentation
Le dernier repas d'Ötzi se composait de céréales (75 % des restes de végétaux, notamment une bouillie d'engrain (ou petit épeautre) mélangée à d'autres plantes), de cerf et de bouquetin : l'étude de l'ADN des aliments conservés dans ses intestins montre en effet la présence de céréales domestiques indiquant qu'il a été en contact avec des populations agricoles. Il semblerait qu'Ötzi ne pouvait pas digérer le lactose. Ses dents sans caries témoignent d’une culture céréalière maîtrisée. On observe d’ailleurs une altération des dents qui prouve qu’il consommait involontairement de la poussière de silice probablement quand il se servait de sa meule pour broyer les grains de céréales.

### Maladies et blessures d'Ötzi
Les tatouages arborés par Ötzi (61 petits groupes de traits parallèles ou deux marques disposés en croix sur les lombaires, les genoux et les chevilles, réalisés par incision et insertion de poudre de charbon de bois) semblent en relation avec des lésions d'arthrose qui ont été repérées à la radiographie. On connaît d'autres pratiques thérapeutiques analogues consistant à déposer une poudre végétale dans une petite incision sous la peau, attestées par l'ethnographie et les sources anciennes. Ötzi porte les plus anciens tatouages néolithiques connus dans le monde.
Une équipe autrichienne a remarqué que, parmi les 15 groupes de traits dont était tatoué Ötzi, neuf étaient proches de points de méridiens de l'acupuncture chinoise. Toutefois, comme le fait remarquer L. Renaut, « la pratique actuelle recense 670 points répartis symétriquement sur tout le corps humain, le long de 12 méridiens (ou canaux) bilatéraux et de deux méridiens axiaux. La surface du corps humain étant littéralement constellée de points d’insertion, on peut estimer comme dépourvu de toute espèce de signification statistique le fait que les tatouages d’Ötzi, longilignes et assez étendus, coïncident de temps à autre avec certains de ces points. ». Il n'y a pas consensus dans la communauté scientifique à ce sujet.
L'examen des cheveux au microscope électronique a permis d'établir la présence anormalement élevée de métaux (cuivre, manganèse et nickel mélangés à de l'arsenic, ces éléments témoignant de la fréquentation d'un atelier de métallurgiste, à moins qu'il n'ait été lui-même un forgeron). Les concentrations également élevées de cuivre et d'arsenic dans ses poumons noircis, suggèrent qu'il s'agissait d'un fondeur de cuivre.
L'examen du seul ongle récupéré révèle une anomalie de la lame unguéale caractéristique d'un stress intense 8, 12 et 16 semaines avant sa mort. Ce mauvais état général semble lié à la présence dans son intestin d'œufs de trichine, un parasite qui produit des crises tous les vingt jours. Le champignon Piptoporus betulinus, dont Ötzi avait emporté une réserve, est connu pour détruire ce ver et ses œufs et agir comme un puissant laxatif. Une série de fractures des côtes du côté gauche, recalcifiées, semble indiquer une chute telle qu'on peut en faire en montagne. D'autres fractures non soignées, du côté droit, peuvent provenir d'un autre accident, d'une rixe ou de la simple pression de la glace. Moins de 48 à 24 heures avant sa mort, Ötzi a reçu un coup de couteau à la main (la position de la plaie, entre le pouce et l'index, et sa profondeur, étant typiques de l'autodéfense). Ces données, combinées à son équipement et ses vêtements endommagés, et sa mort violente loin de son village, suggèrent qu'il a été impliqué dans plusieurs conflits.
Des chercheurs ont trouvé des gènes de la bactérie Borrelia burgdorferi. Cela fait d'Ötzi le premier homme connu à avoir été infecté par le parasite à l'origine de la maladie de Lyme,.
Des études en 2011 ont révélé d'autres pathologies : athérosclérose, poumons encrassés par la fumée des feux de camp, enthésopathie au niveau des genoux suggérant de nombreuses marches dans la montagne, présence de trois calculs biliaires indiquant que le régime d’Ötzi était riche en protéines.

## Génétique
En 2012, l'analyse à 96 % de son ADN nucléaire a révélé une mutation du chromosome Y qui se retrouve seulement dans 20 % de la population corse du sud de l'île et 9 % de la population sarde, à savoir l'haplogroupe ADN-Y G2a2b (anciennement G2a4). Son haplogroupe mitochondrial est K1f, un haplogroupe absent ou rare parmi les populations actuelles.
L'étude génétique de 2012 montre également qu'Ötzi souffrait d'une prédisposition génétique à l'athérosclérose et aux maladies cardiovasculaires. Les échantillons présentaient des brins d’ADN appartenant à la bactérie Borrelia burgdorferi responsable de la maladie de Lyme qui aurait pu être à l’origine de ses problèmes d’arthrite. Enfin cette étude suggère qu'il devait être brun aux yeux marron, du groupe sanguin O et présenter une intolérance au lactose.
En 2016, l'analyse génétique du contenu de l’estomac d’Ötzi révèle qu’il était porteur d’Helicobacter pylori, bactérie qui infecte la muqueuse gastrique. Le séquençage du génome de cette bactérie grâce à de nouvelles techniques d’analyses d’ADN ancien, montre, selon les chercheurs, que cette souche est « un représentant presque pur de la population bactérienne d’origine asiatique qui existait en Europe avant l’hybridation, ce qui suggère que la population africaine est arrivée en Europe au cours du dernier millénaire ».
En août 2023, une étude génétique publiée par l'Institut Max Planck d'anthropologie de Leipzig, qui a utilisé des méthodes de séquençage améliorées, révèle qu'Ötzi avait une peau plus foncée que supposé auparavant ; il avait probablement aussi une calvitie avancée. Sa peau était plus foncée que celle des Sardes actuels mais moins que celle des chasseurs-cueilleurs d’Europe de l'ouest qui vivaient il y a 15 000 ans. Jusqu'à présent, les chercheurs pensaient que sa peau s'était assombrie pendant son séjour dans la glace mais, selon les auteurs, il s'agit très probablement « en grande partie de la couleur originale de la peau d'Ötzi ». Par ailleurs, Johannes Krause, chercheur au Max Planck et co-auteur de l'étude, indique avoir été très surpris de ne trouver aucune trace des pasteurs des steppes d'Europe de l'Est  dans le génome d'Ötzi, ainsi que des gènes de chasseurs-cueilleurs d’Europe de l'ouest en très faible quantité (10,5%). Les Européens actuels sont en effet issus essentiellement d’un mélange de gènes de trois groupes qui sont les premiers chasseurs-cueilleurs d’Europe de l'ouest, les premiers agriculteurs  qui ont migré d'Anatolie (Turquie actuelle) il y a environ 7 500 ans et les pasteurs des steppes d’Europe de l’Est (Yamnas ou Western Steppe Herders (en)) arrivés il y a environ 4 500 ans. Selon l'étude, 90,5 % des ancêtres d'Ötzi sont des agriculteurs d'Anatolie,,.
Ötzi, ainsi qu'un autre individu contemporain vivant au sud des Alpes en Italie, porte la plus grande proportion d'ascendance liée aux agriculteurs du début du Néolithique parmi tous les individus européens contemporains analysés jusqu'en 2023, ce qui suggère qu'ils étaient relativement isolés des autres populations européennes qui étaient génétiquement davantage mélangées avec d'anciens chasseurs-cueilleurs européens. L'isolement des vallées alpines a pu contribuer à cette particularité.

## Paléo-environnement
Les pollens trouvés à l'intérieur du corps, prélevés par endoscopie, appartiennent à un environnement de type forestier, ceux contenus dans son estomac indiquent qu’il a pris son dernier repas à basse altitude, au printemps ; ce fait est cependant contradictoire avec la présence d'un noyau de prunelle à côté du corps ce qui indiquerait un décès à l'automne. Ceux trouvés dans ses vêtements (17 espèces d’arbres et d’arbrisseaux, 30 espèces de bryophytes), ainsi que deux grains de blé, deux prunelles, des résidus de feuilles (érable) et de bois (if, mélèze, noisetier, tilleul, bouleau et ostrier) indiquent qu'il vivait dans une zone de moyenne montagne dans le sud du Tyrol.
L'abondance de différentes formes de plusieurs éléments chimiques dans ses os et dents, tels le strontium, le plomb, l'oxygène et le carbone, permettent de préciser qu'il est originaire de la région de la Val Venosta à vingt kilomètres de l'endroit où il est mort, ou de quelque vallée à moins de 60 kilomètres au sud-est du lieu de découverte dans le Tyrol du Sud actuel. Les pollens contenus dans la neige l'entourant sont typiques de la fin d’été ou du début d’automne,. Les détails de facture de ses vêtements ont fourni d'abondantes observations et correspondent à ceux d'une longue tradition alpine. Il en est de même de l'outillage très complet qu'il avait emporté avec lui.

## La mort d'Ötzi

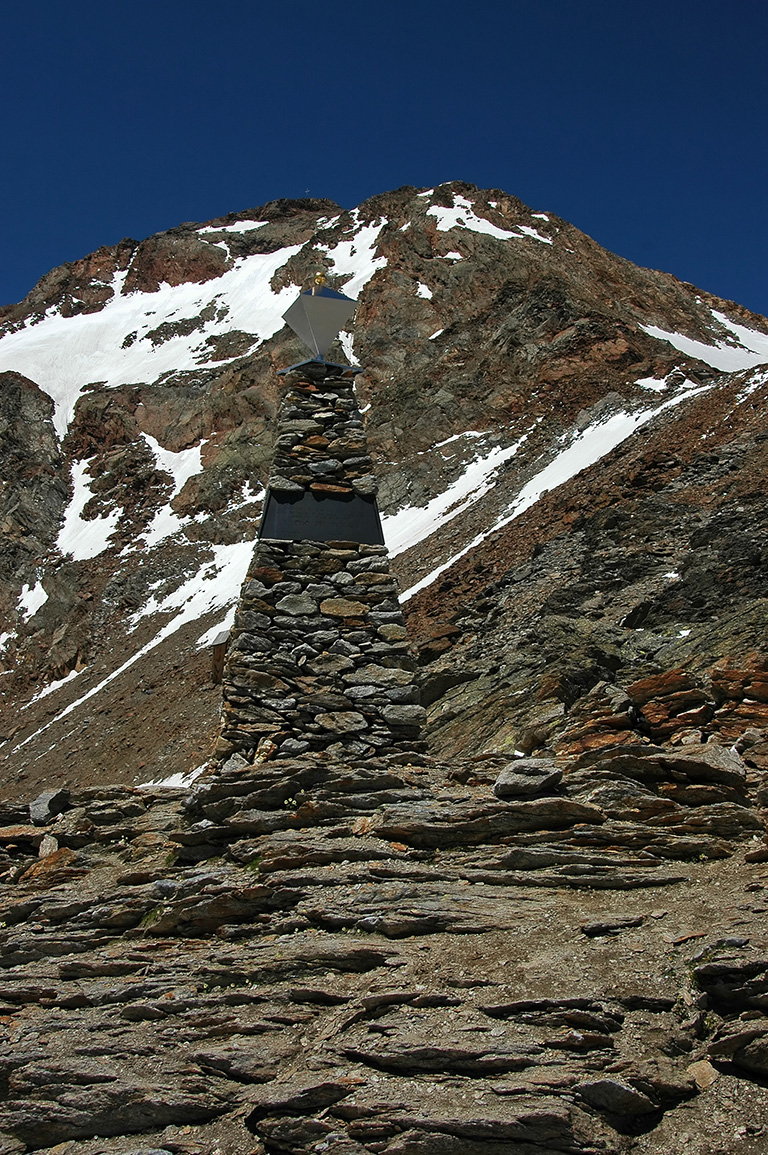
Le mémorial d'Ötzi.

L'examen aux rayons X (qui a révélé une pointe de flèche en silex ayant transpercé l'omoplate) et les expérimentations à l'arc ont montré qu'Ötzi a été blessé de dos, de bas en haut, à une distance de 30  à   40 mètres. Il devait se tenir accroupi ou agenouillé, ou debout en contre-haut du tireur. Selon le docteur Eduard Egarter Vigl, médecin légiste à Bolzano, le projectile a sans doute sectionné une artère et entraîné une infection bactérienne.
Plusieurs hypothèses se sont succédé pour expliquer sa mort :
- Ötzi était un berger qui se serait perdu dans le froid car il a été retrouvé près d'un chemin de transhumance ; cette première hypothèse est infirmée par l'absence d'excréments de troupeaux ainsi que par la possession d'une hache et de divers éléments tels des champignons médicinaux.
- Ötzi était un marchand forgeron ambulant et guérisseur qui aurait dû fuir à la suite d'un échec. Cette hypothèse ne correspond pas à une blessure à la main typique des guerriers, ainsi qu'avec la répartition des éléments radioactifs présents dans ses dents, plus en rapport avec une vie sédentaire ;
- selon une hypothèse actuelle, Ötzi, qui était armé d'une hache à lame de cuivre et d'un arc non fonctionnels (hache jamais affûtée, arc non monté avec des flèches pas encore complètement taillées), aurait été un membre influent (chef, chamane) de sa tribu, située à la frontière formée par la crête des Alpes[59], dont la sépulture aurait été placée intentionnellement sur une plate-forme rocheuse de cette frontière, le corps ayant ensuite glissé à cause de la fonte partielle de la neige qui l’entourait[60] ;
- selon une autre hypothèse, sa mort au niveau d'un col (frontière entre deux clans vivant dans des vallées voisines) témoignerait d'un combat entre ces deux clans, comme le montrent les traces de sang trouvées sur le manteau, les flèches et la lame du couteau d'Ötzi, traces de sang appartenant à quatre personnes différentes.

L'autopsie a montré qu’il n'était pas mort de faim (son tube digestif comportant des restes de farines et de cerf), ni d'un accident ou d'une chute. En juillet 2001, des scientifiques italiens ont trouvé une blessure dans l'épaule près du poumon gauche d'Ötzi, infligée par une pointe de flèche. L'étude de la blessure montre qu'elle aurait pu atteindre l'artère sous-clavière irriguant le bras, et qu'Ötzi aurait pu se vider de son sang très rapidement. L'ossification mise en évidence par la radiographie met cependant en évidence que cette blessure était ancienne. L'état de ses ongles (présence de stries témoignant d'un arrêt, puis d'une reprise de croissance) laisse également penser qu'il a été malade quelques jours ou semaines avant de mourir.
Une étude réalisée par des chercheurs suisses de l'université de Zurich en collaboration avec des chercheurs italiens a pu lever le voile sur cette énigme vieille de plus de 5 000 ans grâce à une tomographie. Les résultats de l'étude ont été publiés dans Journal of Archaeological Science et ont été évoqués dans l'édition de juillet 2007 du magazine National Geographic. L'hypothèse de la mort rapide due à une flèche semble confirmée. Le projectile aurait touché une artère proche de l'épaule et provoqué une hémorragie fatale. Une observation par microscope à force atomique en 2012 sur des globules rouges issus d'une plaie de sa main droite — les cellules sanguines humaines les plus anciennes jamais découvertes par des scientifiques à ce jour — suggère au contraire que l’agonie d'Ötzi a duré plus longtemps qu'estimé (présence de quantité importante de fibrines). Publiée en juin 2025, une étude s’appuyant sur la comparaison des blessures d’Ötzi avec des cas cliniques suggère qu’il aurait pu survivre pendant plusieurs heures après sa blessure.
Au-delà de l'analyse des causes de sa mort, l'étude de la dépouille d'Ötzi reste l'une des plus importantes sources de connaissance du mode de vie des hommes de cette époque de la Protohistoire.

## Le musée de Bozen-Bolzano et les répliques
L'homme des glaces repose dans une chambre froide du musée archéologique du Haut-Adige à Bolzano, en Italie. Ötzi y est présenté au public dans une vitrine spéciale : posé sur une balance pour contrôler son poids (21,118 kg), reposant sur un drap vert de chirurgie, au centre d'une chambre froide à −7 °C et avec une humidité relative à 98 %, Ötzi est enveloppé dans un drap tous les quinze jours pour assurer sa conservation. La particulièrement bonne conservation du corps rend cette vision très réaliste, ce qui pose de façon assez crue un problème éthique quant à la présentation de morts au musée. À cette occasion, il a fallu également mener une réflexion de fond sur la double nature d'Ötzi, à la fois document archéologique exceptionnel et être humain décédé.
En 2016, le paléo-artiste américain Gary Staab réalise un CT-scan de la momie pour la reconstituer en résine, l'imprimer en 3D puis la sculpter et la peindre. Trois répliques d'Ötzi sont ainsi réalisées. L'une est présentée dans une exposition itinérante aux États-Unis, les deux autres sont utilisées à des fins d'enseignement au laboratoire de génétique Cold Spring Harbor Laboratory de New York.

## La «malédiction» d'Ötzi
Les média ont colporté la légende d'une prétendue malédiction d'Ötzi, faisant écho à la malédiction de Toutânkhamon. Sept personnes liées de près ou de très loin à la découverte d'Ötzi sont mortes depuis :
- le touriste allemand Helmut Simon, qui a découvert la momie, meurt à 67 ans en 2004 lors d'une randonnée ;
- Dieter Warnecke, guide de haute montagne parti à la recherche d’Helmut Simon, meurt d’une crise cardiaque à 45 ans ;
- l'archéologue Konrad Spindler qui a été le premier à examiner la momie, meurt en 2005 à 65 ans d'une sclérose latérale amyotrophique. Selon le quotidien britannique le Guardian, Konrad Spindler avait déclaré en plaisantant : « La prochaine victime pourrait être moi » ;
- le chef de la mission scientifique consacrée à Ötzi, Rainer Henn, meurt à 64 ans dans un accident de voiture, alors qu'il allait donner une conférence sur le sujet ;
- le guide de montagne Kurt Fritz, qui a emmené le journaliste Rainer Hoezl auprès de la momie, meurt à 52 ans dans une avalanche ;
- le journaliste Rainer Hözl, meurt à 47 ans d'une tumeur au cerveau ;
- le spécialiste en chimie moléculaire, Tom Loy[67], 63 ans, est découvert mort le 21 octobre 2005 à son domicile de Brisbane, en Australie. L'archéologue souffrait d'une infection du sang. Il terminait un livre consacré justement à Ötzi.

La malédiction est considérée par de nombreux observateurs et paléoanthropologues comme une pure construction médiatique (rumeur apparue après le quatrième décès, celui d’Helmut Simon) issue des débats entre spécialistes autrichiens et italiens et une série de coïncidences ne devant rien à des phénomènes paranormaux. Elle illustre de façon claire la confusion dans l'esprit de beaucoup entre la causalité et la corrélation, « la corrélation n'implique pas la causalité ». Selon Angelika Fleckinger, directrice du musée de Bolzano, « cette histoire de malédiction est un phénomène intéressant qui en dit long sur la difficulté qu'ont nos sociétés à regarder la mort. Beaucoup de gens voient un cadavre pour la première fois au musée. Ça touche, évidemment ».

### Documentaires
- « Otzi and the Mystery of Time (2017) » (présentation de l'œuvre), sur l'Internet Movie Database
- « Ötzi, la renaissance de l'homme des glaces (2016) » (présentation de l'œuvre), sur l'Internet Movie Database
- « Ötzi, la momie des glaces (2011) » (présentation de l'œuvre), sur l'Internet Movie Database
- « Le mystère Otzi (2005) » (présentation de l'œuvre), sur l'Internet Movie Database

### Œuvre de fiction
- Iceman (film, 2017)